# 270 (numero)
Duecentosettanta (270) è il numero naturale dopo il 269 e prima del 271.

## Proprietà matematiche
- È un numero pari.
- È un numero composto con 16 divisori: 1, 2, 3, 5, 6, 9, 10, 15, 18, 27, 30, 45, 54, 90, 135, 270. Poiché la somma dei suoi divisori (escluso il numero stesso) è 450 > 270, è un numero abbondante.
- È un numero semiperfetto in quanto pari alla somma di alcuni (o tutti) i suoi divisori.
- È un numero scarsamente totiente.
- È la somma di otto primi consecutivi (270=19+23+29+31+37+41+43+47).
- È un numero di Harshad (in base 10), cioè è divisibile per la somma delle sue cifre.
- È parte delle terne pitagoriche (144, 270, 306), (162, 216, 270), (168, 270, 318), (270, 360, 450), (270, 648, 702), (270, 704, 754), (270, 1200, 1230), (270, 2016, 2034), (270, 3640, 3650), (270, 6072, 6078), (270, 18224, 18226).
- È un numero pratico.
- È un numero congruente.

## Astronomia
- 270P/Gehrels è una cometa periodica del sistema solare.
- 270 Anahita è un asteroide della fascia principale del sistema solare.

## Astronautica
- Cosmos 270 è un satellite artificiale russo.